# Jean-Louis Castagnède
Jean-Louis Castagnède (né le 10 mars 1945 à Rochefort, Charente-Maritime et mort le 18 février 2007 à Paris 14e) est un haut magistrat français.

## Biographie
Il commence sa carrière en 1974, en tant que substitut à Bergerac puis à Saintes. En 1984, il est conseiller à la cour d'appel de Toulouse puis en 1988, à celle de Bordeaux, où il devient président de chambre en août 1994. Il est alors chargé de 1997 à 1998 du procès de Maurice Papon  jugé pour son rôle dans la déportation de juifs, de 1942 à 1944 alors qu'il était secrétaire général de la Gironde. En juin 2003, il est nommé conseiller à la Cour de cassation, il y est chargé de rapporter devant la Cour de révision l'ultime requête présentée pour Guillaume Seznec. 
Lui qui envisageait de prendre prochainement sa retraite était hospitalisé depuis plusieurs jours quand il meurt d'une rupture d'anévrisme dans la nuit du 17 au 18 février 2007 à Paris, à l'âge de 61 ans. Sa mort survient quelques heures seulement après celle de Maurice Papon dont il présida le procès d'octobre 1997 à avril 1998.